# Le Trésor de Pago Pago
Le Trésor de Pago Pago est un jeu télévisé diffusé sur TF1. Trois émissions diffusées tous les lundis en prime time du 16 août 1993 au 30 août 1993. Puis huit émissions tous les dimanches à 18h du 9 juillet 1994 au 28 août 1994.

## Déroulement
Sophie Lafortune présentait la première partie du jeu et Olivier Chiabodo les deux autres.

La réalisation était assurée par Bernard Flament et Jérôme Revon. 

C'est un jeu d'aventure où trois couples se disputent la victoire. Ces couples s'affrontaient lors d'épreuves sportives et épreuves d'endurance.
Bien que son nom fasse référence à Pago Pago, situé dans les Samoa américaines (Pacifique), le jeu se déroulait aux Îles Turks-et-Caïcos dans les Caraïbes du Nord et il est amusant de savoir qu'une épreuve du jeu est aujourd'hui un site de plongée communément appelé Thunderdome. Lors de l'épreuve en question, les candidats devaient d'abord chercher une carte dans un coffre, dans une épave par 10 m. Cette épave était défendue par les « goulougores » (apnéistes/pirates).

Ensuite, dans une seconde épreuve aller chercher des bracelets qui devaient être échangés plus tard dans l'ultime épreuve du dôme auprès des « océanes ».
L'épreuve finale consistait à s'introduire dans un dôme en acier sous l'eau en apnée. On pouvait alors demander de l'air à des « sirènes » équipées de bouteilles d'air comprimé en échange des fameux bracelets coquillages remportés au préalable dans l'autre épreuve.

## Une saison 3 avortée
Une troisième saison est tournée plusieurs mois après la fin de la diffusion.
Alexandre Debanne et Véronika Loubry sont les animateurs de cette saison tournée aux Bahamas, mais elle ne sera jamais diffusée.

## Sources
- Fiche du programme sur TV France International
- Le Trésor de Pago Pago